# ویکتوئار دو بوئا
ویکتوئار دو بوئا (انگلیسی: Victoire Du Bois؛ زادهٔ ۱۹۸۸/۸۹) بازیگر اهل فرانسه است.
از فیلم‌ها یا برنامه‌های تلویزیونی که وی در آن نقش داشته است می‌توان به از سرزمین ماه و نوامبر اشاره کرد.